# Abutilon macrocarpum
Abutilon macrocarpum är en malvaväxtart som beskrevs av Guillem. och Perr.. Abutilon macrocarpum ingår i släktet klockmalvor, och familjen malvaväxter. Inga underarter finns listade i Catalogue of Life.